# 卫攻郕之战
卫攻郕之战，是指春秋早期卫国和郕国的戰爭。
前719年（周桓王元年、鲁隐公四年、卫桓公十八年）春，地处中原北部的卫国爆发内乱，公子州吁杀害兄长卫桓公篡位。郕国（今山东省宁阳县北）乘机入侵卫国。前718年（周桓王二年、鲁隐公五年、卫宣公元年）秋，因为当卫国动乱的时候，郕国人入侵卫国，所以卫国的军队进入郕国，以示报复